# Ironman Florida
Der Ironman Florida (Ford Ironman Florida) ist eine seit 1999 jährlich im November stattfindende Triathlon-Sportveranstaltung über die Ironman-Distanz (3,86 km Schwimmen, 180,2 km Radfahren und 42,195 km Laufen) in Panama City Beach in Florida.

## Organisation
Bereits seit 1983 fand in Panama City jeweils im Mai der Golf Coast Triathlon über die Hälfte der Ironman-Distanz statt. Die Veranstaltung, die mit über 1600 Teilnehmern bis Ende der 1990er-Jahre auch als Qualifikationswettkampf für den Ironman Hawaii fungierte (31 Startplätze 1998), wurde damals von Jerry Lynch organisiert. Außer dem Golf Coast Triathlon gab es damals in den USA noch vierzehn weitere Triathlons mit Qualifikationsmöglichkeit für den Ironman Hawaii, von denen nutzte allerdings keiner das Markenzeichen „Ironman“ im Veranstaltungsnamen. Deren Distanzen waren bis auf die des Vineman Triathlon in Santa Rosa (heute „Ironman 70.3 Santa Rosa“) jeweils kürzer als die des Ironman Hawaii.

### Deutsche Sieger bei der Erstaustragung 1999

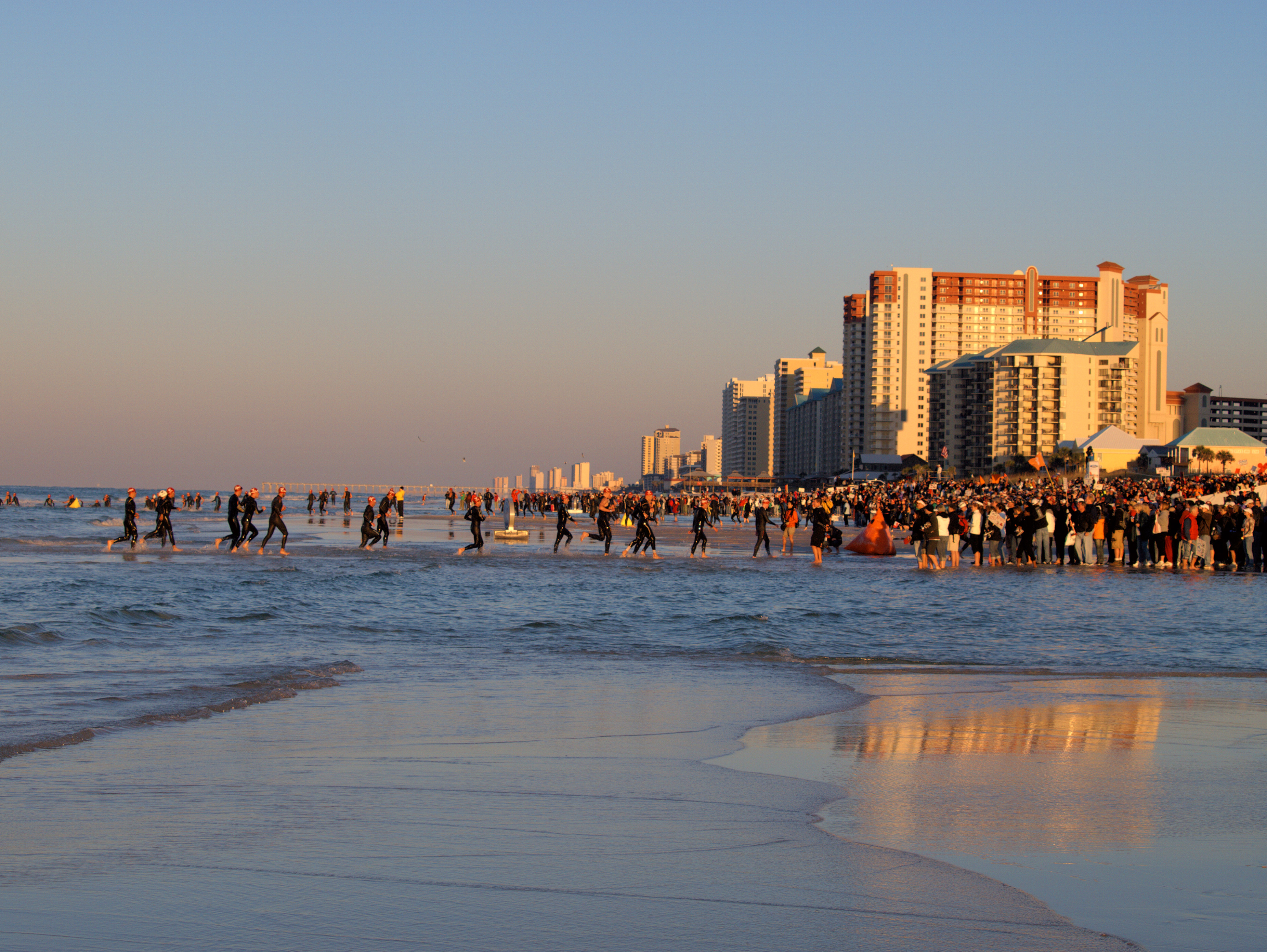
Ende der ersten Runde der Schwimmstrecke beim Ironman Florida 2010

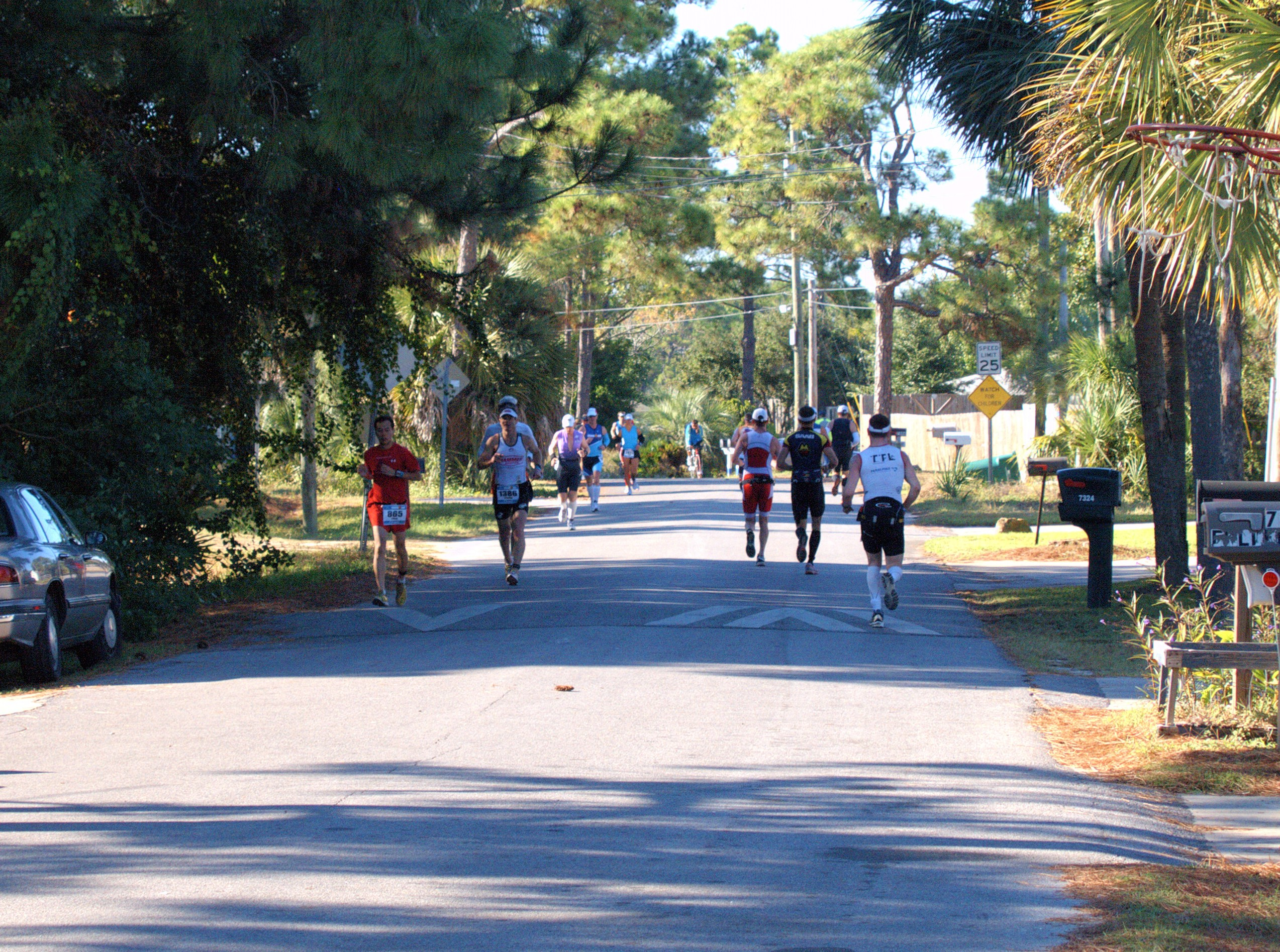
Laufstrecke auf der wenige hundert Meter parallel zum Strand führenden Straße South Lagoon Drive in Panama City Beach

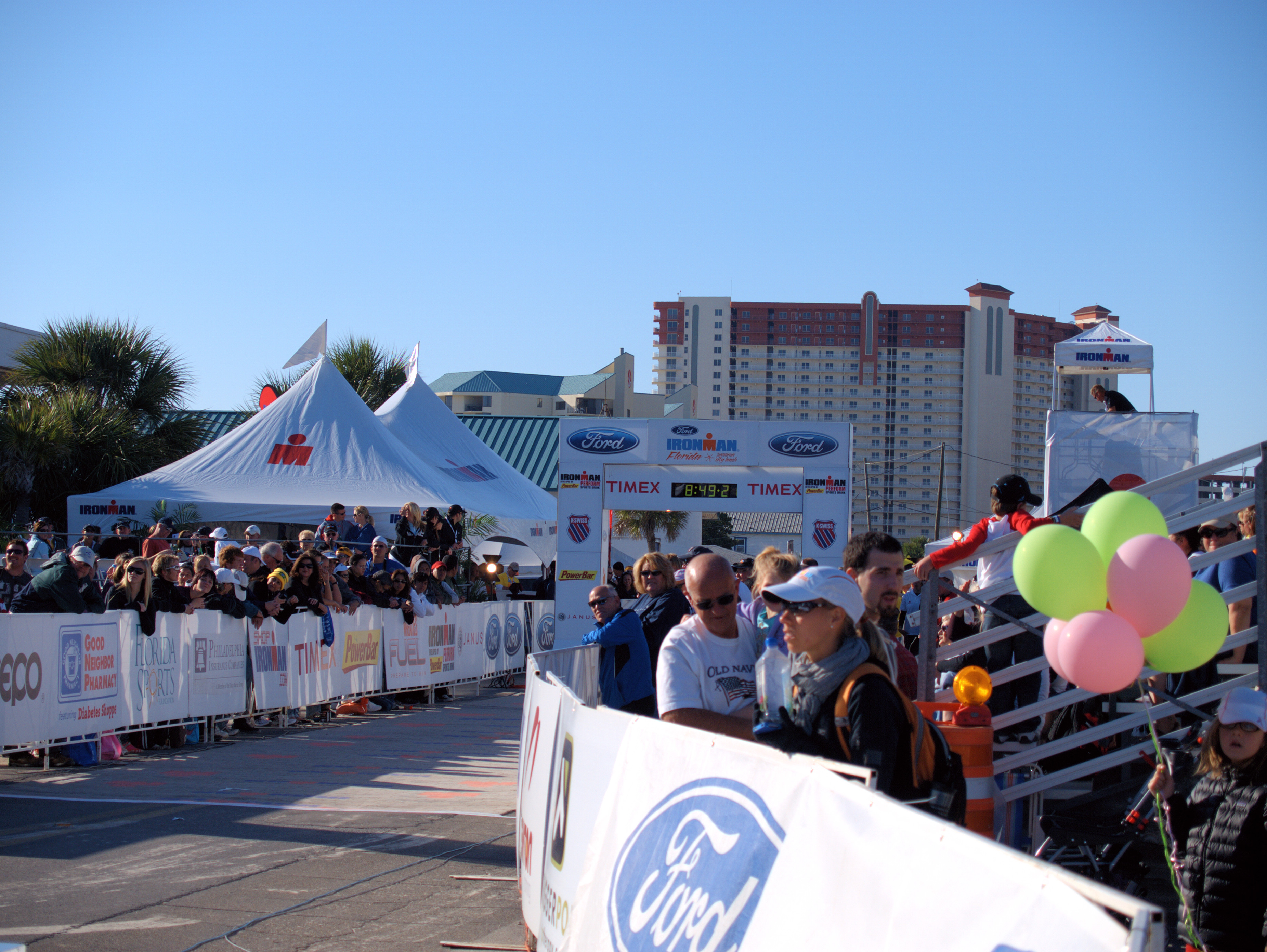
Zielbereich des Ironman Florida (2010)

1999 schloss Graham Fraser, der 1996 die Organisation des Ironman Canada übernommen hatte, bzw. seine Firma Ironman North America einen Vertrag mit der World Triathlon Corporation (WTC) über die Nutzung deren Markenzeichens „Ironman“ für eine neue Veranstaltung in Panama City ab November 1999.
Als Race Director fungierte zunächst auch beim Ironman Florida Jerry Lynch, wurde aber bereits im Folgejahr durch Lyle Harris abgelöst. Zusammen mit dem – im gleichen Jahr ebenfalls von Fraser initiierten – Ironman Lake Placid war der Ironman Florida – sieht man von der 1983 einmalig in Los Angeles veranstalteten „Ricoh Ironman U.S. Championship“ ab – damit auf dem Festland der USA der erste Triathlon mit dem Markenzeichen „Ironman“ im Veranstaltungsnamen.
Die Erstaustragung mit auf Anhieb 1700 Teilnehmern aus 31 Ländern war mit 100 Qualifikationsplätzen terminlich der erste Qualifier für den Ironman Hawaii 2000. Ursprünglich wegen des Veranstaltungsdatums nur zwei Wochen nach dem Ironman Hawaii als reiner Amateur-Wettbewerb konzipiert, wurde ab 2000 auch Preisgeld beim Ironman Florida ausgeschüttet. Sieger der Erstauflage war Lothar Leder, der zuvor in Hawaii wegen einer umstrittenen Disqualifikation den Wettkampf nicht beenden konnte, bei den Frauen gewann Katja Mayer. Mit Uwe Widmann (5.), Andreas Niedrig (8.) und dem Berliner Jens Schunke-Galley auf Platz zehn kamen vier deutsche Männer in die Top Ten.
Der Gulf Coast Triathlon vergab keine Startplätze mehr für den Ironman Hawaii, wurde aber, da die Startplätze für den Ironman Florida so begehrt waren, bereits 2001 einer von mehreren „Qualifiern für den Qualifier“ mit sowohl einem Kontingent an Startplätzen für den Ironman Florida wie auch für den Ironman Lake Placid. Die Mehrzahl der Startplätze konnte allerdings unverändert frei gebucht werden. 2003 waren diese nach einer Woche vergeben, für das Rennen 2004 sogar bereits innerhalb 24 Stunden, so dass Fraser ab 2004 weitere von ihm veranstaltete Wettkämpfe wie zunächst dem Florida Half-Ironman und dem California Half Ironman als Qualifier aufwertete. 2006 benannte Fraser seine Veranstaltungsfirma in North American Sports (NA Sports) um. Nach der Übernahme durch ein Private-Equity-Unternehmen 2008 änderte die WTC ihre Strategie, nicht mehr nur das Recht zur Nutzung ihrer Markenzeichen wie z. B. „Ironman“ an unabhängige Veranstalter gegen Zahlung einer Lizenzgebühr zu vergeben, sondern neben dem Ironman Hawaii auch selbst weitere Veranstaltungen zu organisieren. Fraser verkaufte der WTC daraufhin die US-amerikanischen Teile seiner Firma, die den Ironman Florida seither in eigener Verantwortung organisiert.

Die Schottin Bella Bayliss (damals Comerford) konnte hier im November 2008 ihren fünften Sieg erzielen.
Der US-Amerikaner Andrew Starykowicz stellte 2013 bei der fünfzehnten Austragung mit 4:02:17 h eine neue Weltbestzeit in der zweiten Teildisziplin auf der Radstrecke auf.

### Verkürzter Kurs 2014
Im November 2014 musste das Rennen ohne die Schwimmdistanz auf verkürztem Kurs ausgetragen werden, da nach sehr stürmischen Witterungsverhältnissen die Sicherheit der Schwimmer als nicht mehr zu gewährleisten angesehen wurde. Die Niederländerin Yvonne van Vlerken konnte hier von 2012 bis 2014 dreimal in Folge gewinnen und sie hält seit 2013 mit 8:43:07 h den Streckenrekord bei den Frauen.
Bis 2014 konnten Profi-Triathleten beim Ironman Florida bis zu 2000 Punkte im „Kona Points Ranking“ sammeln und insgesamt wurden 25.000 US-Dollar Preisgeld ausgeschüttet.

### Seit 2015 Amateurwettkampf
Seit 2015 wird der Ironman Florida als reiner Amateurwettkampf ohne Preisgeld und Qualifikationsmöglichkeit für Profi-Triathleten ausgerichtet. Amateure haben die Möglichkeit, sich über die vierzig auf die Altersklassen verteilten Qualifikationsplätze für die Ironman World Championship im Folgejahr auf Hawaii zu qualifizieren (bis 2015 noch 50 Startplätze/Slots).
2018 musste das Rennen am 3. November aufgrund von Aufräumarbeiten nach dem Hurrikan Michael mit einer geänderten Streckenführung ausgetragen werden.

## Streckenverlauf
- Die Schwimmdistanz erstreckt sich über zwei Runden im Golf von Mexiko unterbrochen von einem kurzen Landgang. Der Start erfolgte bis 2014 als Massenstart,[14] 2015 wurde beim Ironman Florida zur Entzerrung der Athleten erstmals ein „Rolling Start“ durchgeführt. Die Athleten ordnen sich hierbei entsprechend ihrer erwarteten Schwimmzeit ein, die Startfreigabe erfolgt in kleinen Gruppen und erstreckt sich damit über einen Zeitraum von rund fünfzehn Minuten, die individuelle Zeit wird durch Überlaufen von Zeitnahmematten beim Start ermittelt.
- Vorteil ist eine Entzerrung der Athleten auf der ausgesprochen flachen Radstrecke über eine Runde, deren höchster Punkt lediglich rund 50 m über dem Meeresspiegel liegt. Nachteil ist, dass aus der Reihenfolge des Zieleinlaufs nicht auf die Platzierung geschlossen werden kann.
- Die abschließende Laufstrecke über die Marathon-Distanz ist eine flache Wendepunktstrecke, welche überwiegend direkt an der Strandpromenade entlang verläuft und zweimal zu absolvieren ist.

## Siegerliste
| N ° | Datum/Jahr     | Männer                    | Männer             | Männer                 | Frauen                 | Frauen              | Frauen                              |
| N ° | Datum/Jahr     | Erster Platz              | Zweiter Platz      | Dritter Platz          | Erster Platz           | Zweiter Platz       | Dritter Platz                       |
| --- | -------------- | ------------------------- | ------------------ | ---------------------- | ---------------------- | ------------------- | ----------------------------------- |
| 27  | 1. Nov. 2025   |                           |                    |                        |                        |                     |                                     |
| 26  | 2. Nov. 2024   | Steven Lowenthal          | Stephen Cordiner   | Matthew Nussbaum       | Nataliia Matsupko      | Jennifer Sylva      | Ana Laura Canil Franzini De Almeida |
| 25  | 4. Nov. 2023   | Rodolphe Von Berg (SR)    | Kacper Stepniak    | Matthew Marquardt      | Skye Moench            | India Lee           | Jocelyn McCauley                    |
| 24  | 5. Nov. 2022   | Daniel Mcparland          | Oliver Frandsen    | Roman Procházka        | Katrine Brock          | Katie Reynolds      | Sarah Nail                          |
| 23  | 6. Nov. 2021   | Gustav Iden               | Lionel Sanders     | Robert Kallin          | Heather Jackson        | Skye Moench         | Laura Zimmermann                    |
| 22  | 7. Nov. 2020   | Chris Leiferman           | Matt Hanson        | Sam Long               | Katrina Matthews (SR)  | Skye Moench         | Meredith Kessler                    |
| 21  | 2. Nov. 2019   | Joe Skipper               | Ben Hoffman        | Andrew Starykowicz     | Jacqui Giuliano        | Ashley Lasalle      | Katie Colville                      |
| 20  | 3. Nov. 2018   | Steve Jackson             | Graham Sheppard    | Kim Visby              | Tami Ritchie           | Brittany Vocke      | Jaime Simmons                       |
| 19  | 4. Nov. 2017   | James Burke               | Derk De Korver     | Quentin Kurc Boucau    | Elyse Gallegos         | Florencia Morales   | Leah Sherriff                       |
| 18  | 5. Nov. 2016   | Jack McAfee               | Tim Hola           | Eduardo Della Maggiora | Mary Laure Close Lux   | Erin Humsi          | Rachel Hall                         |
| 17  | 7. Nov. 2015   | Daniel Stubleski          | Jens Müller        | Virgilio De Castilho   | Jessica Demello        | Lindsey Amerson     | Carmen Brahim                       |
| 16  | 1. Nov. 2014 1 | Lionel Sanders            | Tom Lowe           | Maxim Kriat            | Yvonne van Vlerken -3- | Camilla Lindholm    | Ashley Clifford                     |
| 15  | 2. Nov. 2013   | Victor Del Corral Morales | Andrew Starykowicz | Filip Ospalý           | Yvonne van Vlerken -2- | Ashley Clifford     | Erika Csomor                        |
| 14  | 3. Nov. 2012   | Andrew Starykowicz        | Jan Raphael        | Scott Defilippis       | Yvonne van Vlerken     | Mirinda Carfrae     | Ashley Clifford                     |
| 13  | 5. Nov. 2011   | Ronnie Schildknecht       | Maxim Kriat        | Justin Daerr           | Jessica Jacobs -2-     | Mackenzie Madison   | Sofie Goos                          |
| 12  | 6. Nov. 2010   | James Cunnama             | Pedro Gomes        | Dirk Bockel            | Jessica Jacobs         | Erika Csomor        | Kim Loeffler                        |
| 11  | 7. Nov. 2009   | Kirill Kotshegarow        | Maxim Kriat        | Massimo Cigana         | Sofie Goos             | Tamara Kozulina     | Bella Bayliss                       |
| 10  | 1. Nov. 2008   | Tom Evans -2-             | Torbjørn Sindballe | Petr Vabroušek         | Bella Comerford -5-    | Tamara Kozulina     | Jessica Jacobs                      |
| 09  | 3. Nov. 2007   | Stephan Vuckovic          | Sérgio Marques     | Bryan Rhodes           | Nina Kraft             | Heleen bij de Vaate | Tyler Stewart                       |
| 08  | 4. Nov. 2006   | Jan Raphael               | Eduardo Sturla     | Jim Vance              | Bella Comerford -4-    | Carole Sharpless    | Hillary Biscay                      |
| 07  | 5. Nov. 2005   | Marino Vanhoenacker       | Steffen Liebetrau  | Markus Fachbach        | Bella Comerford -3-    | Sibylle Matter      | Gabriela Loskotová                  |
| 06  | 6. Nov. 2004   | Tom Evans                 | Olivier Bernhard   | Lothar Leder           | Michellie Jones        | Bella Comerford     | Bárbara Buenahora                   |
| 05  | 8. Nov. 2003   | Timo Bracht               | Andrej Jasterbow   | Raynard Tissink        | Bella Comerford -2-    | Nicole Leder        | Ute Mückel                          |
| 04  | 9. Nov. 2002   | Jason Shortis             | Andreas Niedrig    | Rutger Beke            | Bella Comerford        | Ute Mückel          | Bárbara Buenahoraa                  |
| 03  | 10. Nov. 2001  | Spencer Smith             | Tony DeBoom        | Olivier Bernhard       | Katja Schumacher       | Maryellen Powers    | Joanna Zeiger                       |
| 02  | 4. Nov. 2000   | Jamie Cleveland           | Alec Rukosuev      | Kirill Litovtchenko    | Tara-Lee Marshall      | Andrea Fisher       | Jan Wanklyn                         |
| 01  | 6. Nov. 1999   | Lothar Leder              | Troy Jacobson      | Anssi Lehtinen         | Katja Mayer            | Sheri Fraser        | Susan Fox                           |